# Antoine Waechter

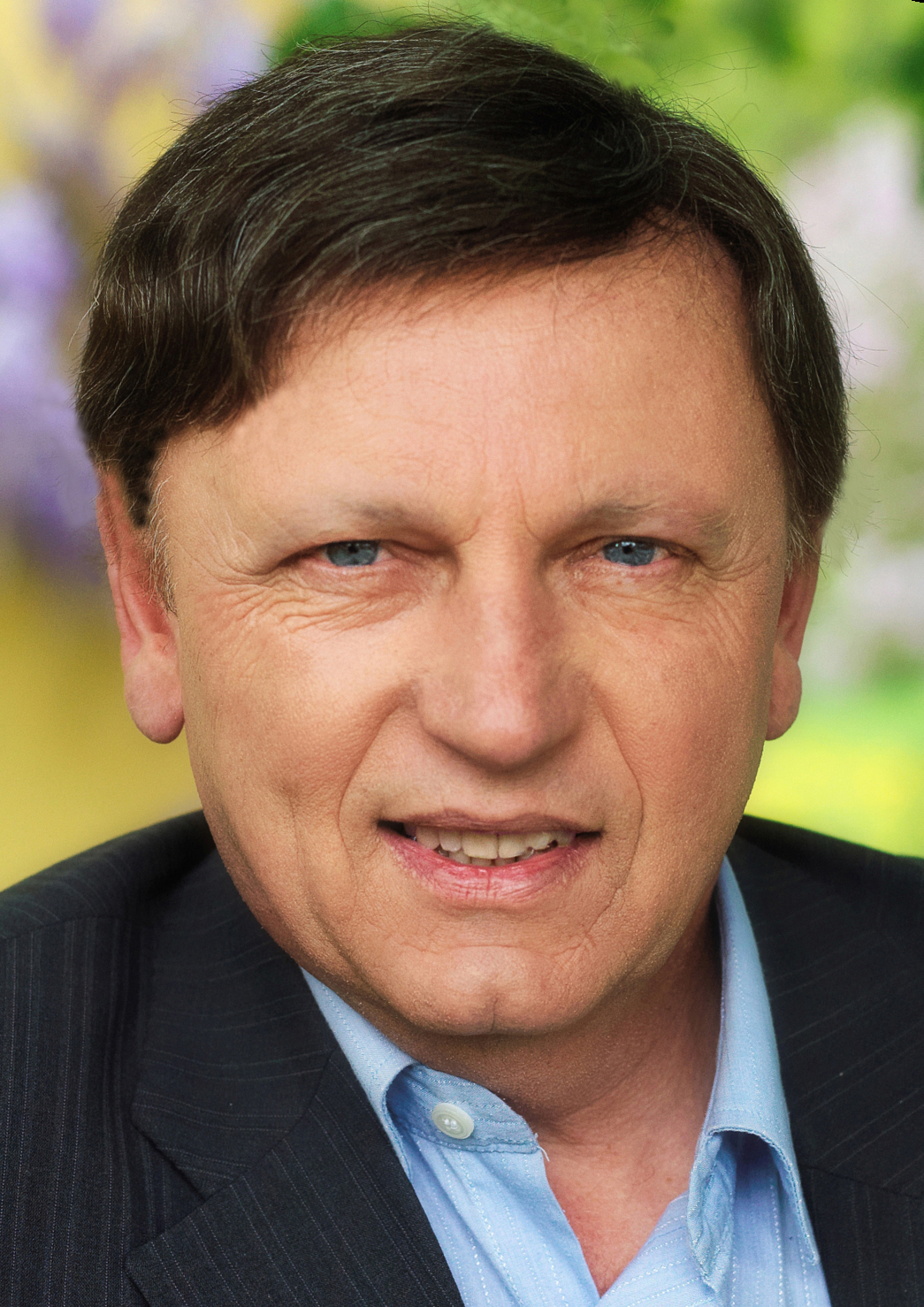
Antoine Waechter (2009)

Antoine Waechter (* 11. Februar 1949 in Mulhouse) ist ein französischer Politiker. Er ist Gründer und Vorsitzender der ökologischen Partei  Mouvement écologiste indépendant (MEI).

## Leben
Antoine Waechter begann sehr früh, sich für den Schutz der Natur und der Tiere zu engagieren. Seine Doktorarbeit schrieb er über die Ethologie und Ökologie des Steinmarders.

In den frühen 1970er Jahren war er an den ersten politischen Umweltbewegungen beteiligt.
So gründete er zusammen mit Solange Fernex Ecologie et Survie, die erste Umweltpartei, die in Frankreich Mandate erringen konnte. Außerdem war er Mitglied des Mouvement écologique, das in Folge der Kandidatur von René Dumont bei den Präsidentschaftswahlen 1974 entstand.
Als sich im Jahre 1984 die französische grüne Partei Les Verts gründete, war er von Anfang an einer der Parteisprecher und prägte die Ausrichtung der Partei maßgeblich. Bei der Präsidentschaftswahl in Frankreich 1988 war er ihr Kandidat und erreichte 3,78 % der Stimmen. Ein Jahr später wurde er sowohl in den Stadtrat seiner Heimatstadt Mulhouse als auch in das Europaparlament gewählt, in dem er jedoch nur 2 Jahre lang als Abgeordneter blieb.
Von Anfang an stand Antoine Waechter für die Unabhängigkeit der grünen Politik von anderen politischen Strömungen. Als die Grünen 1994 unter Dominique Voynet beschlossen, bei Mehrheitswahlen schon in der ersten Runde Allianzen mit der politischen Linken einzugehen, verließ er die Partei und gründete das Mouvement écologiste indépendant (MEI). In der Folgezeit schaffte er es jedoch nicht, die MEI als eine mit den Grünen ebenbürtige ökologische Partei zu etablieren.
Bei den folgenden Präsidentschaftswahlen erreichte er nicht die für eine Kandidatur notwendigen 500 Unterstützerunterschriften. Nur in seiner Heimat im Elass erfuhr er weiterhin eine größere Beachtung. So konnte etwa bei den Regionalwahlen im Jahr 2004 die Liste des MEI unter seiner Führung im Elsass mehr als 5 % erreichen. Bei den Regionalwahlen 2014 in Frankreich schloss die MEI in der fusionierten Region Grand Est bereits in der ersten Runde eine Allianz mit den Grünen, bei der Antoine Waechter auf dem zweiten Listenplatz war. Seine Kandidatur für die Präsidentschaftswahl 2017 scheiterte wieder an den fehlenden Unterstützerunterschriften.
Antoine Waechter lebt in der kleinen elsässischen Gemeinde Fulleren, in der er seit 2001 Gemeinderat ist.

## Publikationen
- Franz Alt, Antoine Waechter: 20 Jahre ödp – Anfänge, Gegenwart und Perspektiven ökologisch-demokratischer Politik. dolata verlag, Rimpar 1999, ISBN 3-9805986-4-0.